# Holländisches Geschenk

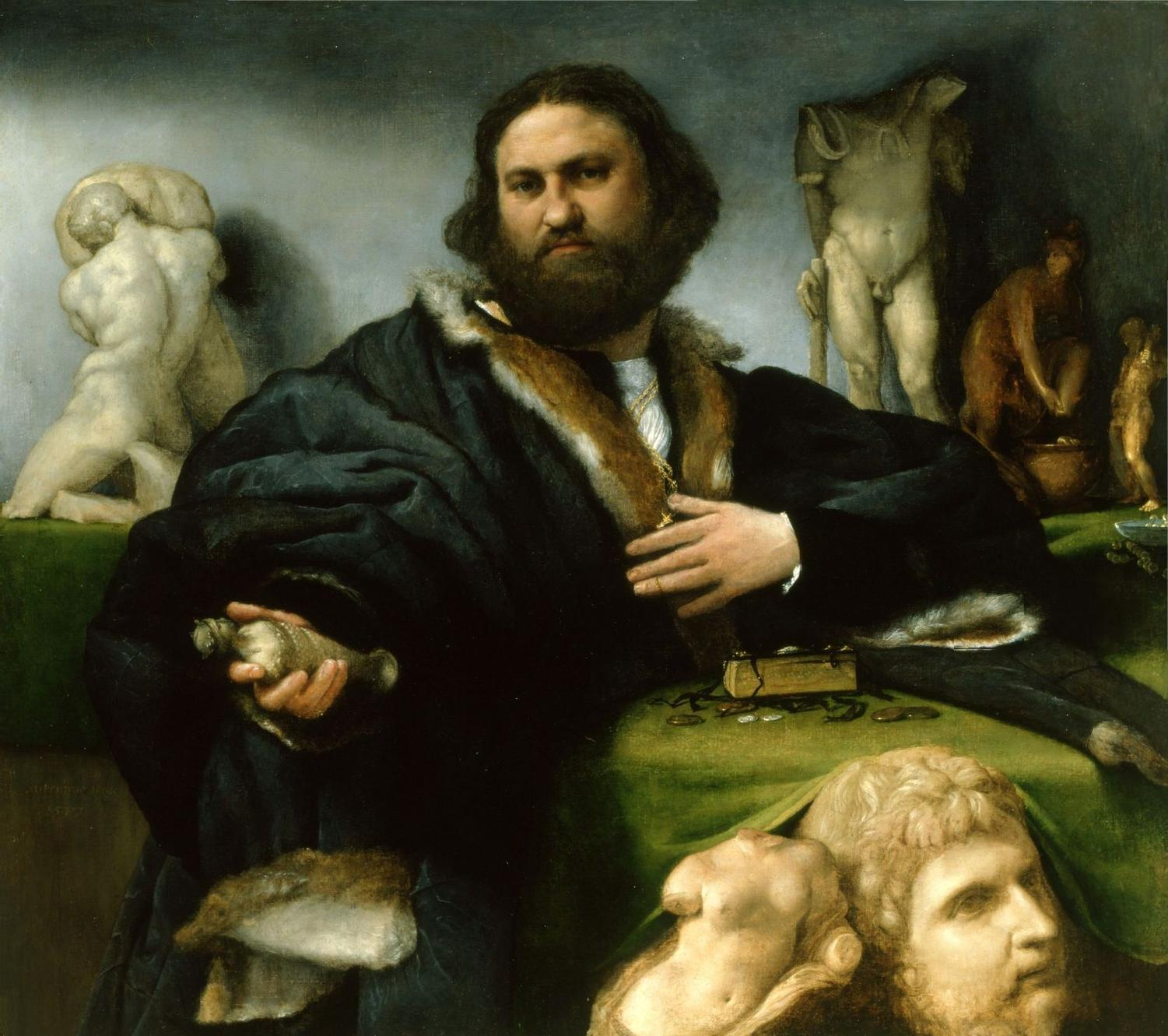
Lorenzo Lotto, Porträt des Andrea Odoni, 1527

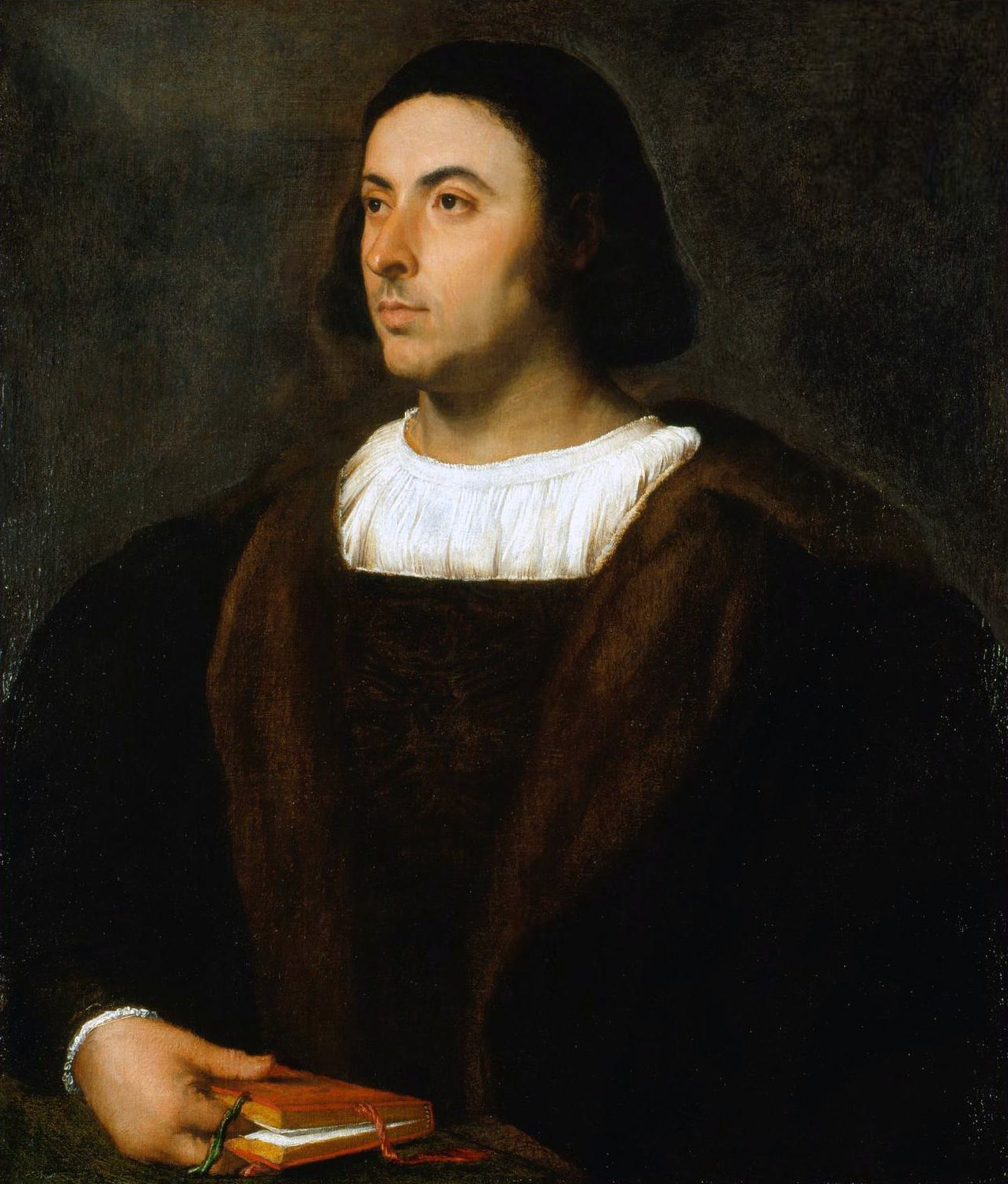
Tizian, Porträt von Jacopo Sannazaro, c. 1514–18

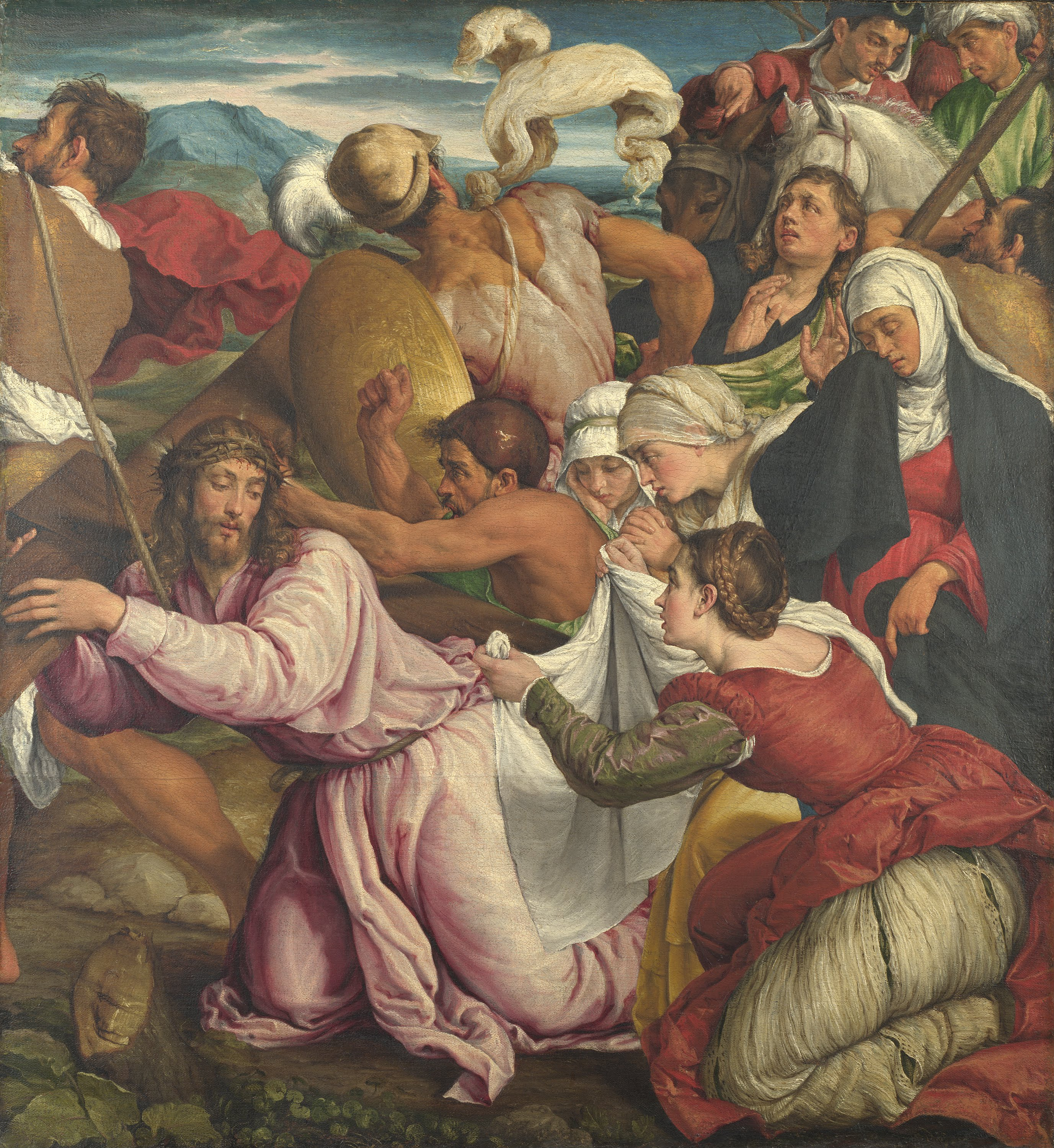
Jacopo Bassanos Der Weg nach Golgatha befindet sich heutzutage in der Londoner National Gallery

Das Holländische Geschenk (Dutch Gift) aus dem Jahre 1660 war eine Ansammlung von 24 zumeist italienischen Renaissancegemälden und 12 klassischen Skulpturen, die dem englischen König Karl II. als Schenkung angeboten wurde, um die politischen Beziehungen zwischen England und der Republik der Vereinigten Niederlande zu verbessern.

## Die Schenkung
Die meisten Kunstwerke entstammten der Sammlung Reynst, welche durch die Gebrüder Jan (1601–1646) und Gerrit Reynst (1599–1658) zumeist aus Venedig importiert wurde. Diese Exponate trafen den Kunstgeschmack des englischen Königs. Das Geschenk wurde von einer Kommission der Staten von Holland und der Leitung der Regenten Cornelis und Andries de Graeff organisiert. Die Kunstwerke wurden durch den Bildhauer Artus Quellinus und Gerrit van Uylenburgh, den Sohn von Rembrandts Händler Hendrick van Uylenburgh, zusammengestellt. Die Schenkung bestand aus Gemälden von den Italienern Tizian (2 Gemälde), Raffael zugeschrieben (1), Lorenzo Lotto (2), Paolo Veronese (1), Guido Reni (1), Andrea Schiavone (2), Giulio Romano (1), Parmigianino (1), Guercino (1), Giorgione zugeschrieben (1), Giovanni Cariani (1) sowie aus zwei Gemälden von Gerrit Dou sowie je einem von Adam Elsheimer und Pieter Jansz Saenredam.
In weiterer Folge wurde die Schenkung zum Zankapfel zwischen den verschiedenen politischen Fraktionen Hollands. Während der Regierungszeit Karls befand sich die Sammlung in der Royal Collection. Zur Zeit der Königschaft Wilhelms III. wurde die Sammlung in dessen niederländische Residenz Het Loo überführt. Nach dessen Tod im Jahre 1702 versuchte seine Schwägerin und Nachfolgerin Königin Anna die Sammlung nach England zurückzuführen. Dies misslang und die Sammlung befindet sich heutzutage in öffentlichen Museen der Niederlande.

## Weblink
- Royal Collection, Gemälde die durch Karl II. angeschafft wurden, beziehungsweise Geschenk gekriegen hat